# موسیقی هیپ‌هاپ
موسیقی هیپ-هاپ (به انگلیسی: hip-hop music) همچنین شناخته‌شده به عنوان موسیقی رپ یکی از زیر سبک‌های موسیقی است که به‌طور هم‌زمان با فرهنگ هیپ‌هاپ رشد کرده‌است. این نوع موسیقی، از دو بخش اصلی تشکیل شده‌است: رپ (MC) و DJ (میکس‌صدا و اسکرچ). این موارد به همراه رقص برک و گرافیتی چهاربخش خرده‌فرهنگ هیپ هاپ، یک نهضت فرهنگی است که توسط جوانان شهری به خصوص سیاهان آمریکا در شهر نیویورک، در اوایل دهه ۱۹۷۰ ایجاد شده‌است.
در سال ۲۰۰۶، موسیقی رپ پس از موسیقی کلاسیک دومین موسیقی محبوب در ایالات متحده آمریکا بود.
موسیقی هیپ هاپ، عموماً از یک یا چند خواننده رپ که داستان‌هایی شبیه زندگی‌نامه تعریف می‌کنند تشکیل شده‌است، این داستان‌ها اغلب مربوط به یک همتای خیالی، و به صورت اشعار بسیار ریتمیک پر از تکنیک‌هایی همچون همگونی مصوتها، تجانس آوایی، و قافیه است. خواننده رپ با یک قطعه‌سازی که اغلب از آن تحت عنوان «بیت» یاد می‌شود همراه می‌شود، این ساز توسط یک دی جی نواخته شده، و توسط یک تهیه‌کننده، یا یک یا چند نوازنده خلق می‌شود. اغلب بیت‌ها با استفاده از یک ترکیب از وقفه کوبه‌ای از یک آواز دیگر، که معمولاً یک ترانه فانک یا موسیقی سول است ساخته می‌شود. علاوه بر طبل دیگر صداها نیز اغلب به صورت ترکیبی، الکترونیکی، یا اجرایی هستند. گاهی یک بخش می‌تواند سازی، نشانه مهارت دی جی یا سازنده باشد.
هیپ هاپ در محلهٔ برانکس، واقع در شهر نیویورک، زمانی که DJ بریک ضربه‌ای را از آوازهای فانک و دیسکو جدا کردند، شکل گرفت. سبک هیپ هاپ یک جنبش اجتماعی – سیاسی است که در اواخر دهه ۷۰ ایجاد شد. در طول دهه ۵۰ و ۶۰ میلادی، بسیاری از سیاه پوستانی که به آمریکا مهاجرت کردند، با چالش‌های بسیاری روبرو شدند. یکی از این چالش‌های مهم، مسائل مالی و فاصله طبقاتی زیاد و متأسفانه همچنین نابرابری اجتماعی آن‌ها با سفید پوستان بود که باعث خشم بیشتر این افراد شده بود. در حالی که اکثر منابع مالی و جایگاه‌های اجتماعی خوب، نسیب سفید پوستان می‌شد. در اوایل، سیاه پوستان اعتراض خود را از طریق خواندن اشعار غیر ساختار یافته بیان می‌کردند و کم‌کم، شروع به ایجاد نوع خاصی از اصطلاحات فرهنگی کردند و ستون‌های هیپ هاپ را تشکیل دادند. نقش اولیه رئیس تشریفات معرفی DJ و موسیقی و تشجیع حضار بود. رؤسای تشریفات با صحبت کردن در بین آوازها، به رقص شور و هیجان می‌دادند، با حضار احوال‌پرسی می‌کردند یا برای آنان لطیفه و حکایت تعریف می‌کردند. سرانجام این رویه شکل بندی بهتری گرفت و «رپ» نام گرفت. تا سال ۱۹۷۹ هیپ هاپ از نظر تجاری تبدیل به یک نوع موسیقی محبوب شد و شروع به وارد شدن به جریان غالب در آمریکا کرد. در دهه ۱۹۹۰، یک نوع از هیپ هاپ به نام رپ گنگستا تبدیل به بخش عمده موسیقی آمریکا شد، و جنجال بسیاری بر سر ترانه‌هایی که گفته می‌شد به تبلیغ خشونت، بی بند و باری، استفاده از مواد مخدر و زن ستیزی می‌پردازد شکل گرفت. با این وجود تا آغاز دهه ۲۰۰۰، موسیقی هیپ هاپ در صدر فهرست موسیقی‌های محبوب قرار گرفت و به سبک‌های مختلف در گوشه و کنار جهان نواخته می‌شد. یکی از بهترین‌های هیپ هاپ ک به‌صورت اجتماعی. سیاسی و گنگستر رپ مشکلات مردم و… را بیان می‌کرد توپاک شکور (مکاولی) می‌باشد که به پدر رپ معروف است و در لیبل رپ لس آنجلس دث را که متعلق به فرد خطرناکی به نام شوگ نایت بود فعالیت می‌کرد و آخرین رهبر سیاه پوستان و همچنین به خواننده‌های دیگری مثل اسنوپ داگ و دکتر دره هم از لیبل دث را بودند در کنار این‌ها گروه N.W.A هم در ساحل غربی فعالیت می‌کرد در سواحل شرقی هم رپرای مثل بیگیه. ناس. ماب دیپ. پاف ددی و…

## مشخصات

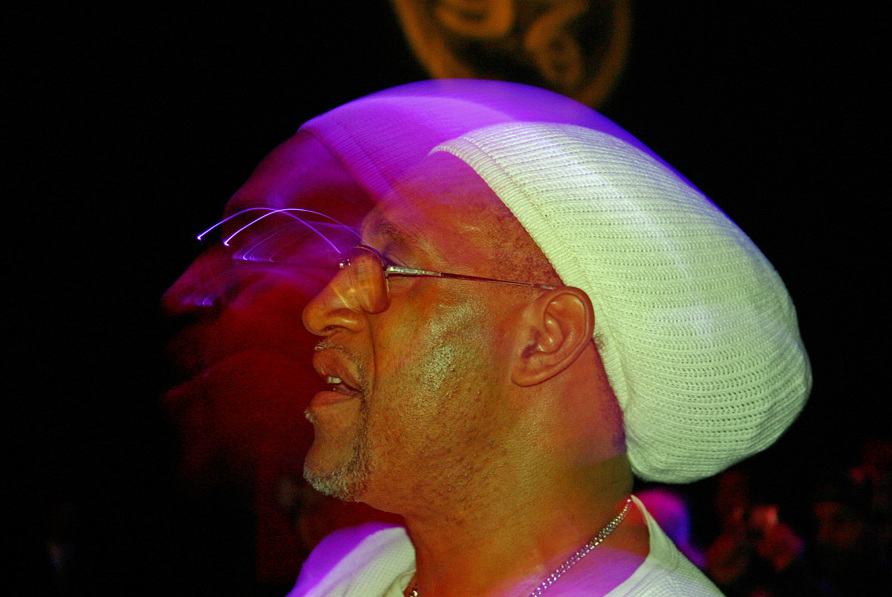
دی جی

هیپ هاپ یک جنبش فرهنگی است که موسیقی بخشی از آن است. موسیقی خود از دو بخش تشکیل شده‌است، رپ، یعنی ارائه (آوازهای سریع، بسیار آهنگین، تغزلی و اعتراضی) و DJ، که یا از طریق پخش‌کننده صفحه (به انگلیسی: turntable)، ساز یا تولید صدای ساز ضربی با دهان ساخته می‌شود یکی دیگر از جنبه‌های مهم موسیقی هیپ هاپ مدی است که در کنار موسیقی شکل گرفته‌است.

### ساختار آهنگین
در هیپ هاپ، بیت (نه لزوماً به‌صورت رپ) معمولاً در قالب کسر ۴/۴ نوشته می‌شود. تمرکز اصلی هیپ هاپ بر ساختار آهنگین آن است: برخلاف شمارش مستقیم ۴/۴ در موسیقی پاپ، هیپ هاپ احساسی چرخشی دارد که مشابه تأکیدهای ریتمیک در کوبه‌ای‌های جاز است. این ریتم اغلب شامل تأکیدهایی شبیه تریوله است که باعث ایجاد ظرافت در ضرب‌آهنگ می‌شود. بیت‌ها در هیپ هاپ معمولاً نوشته نمی‌شوند، بلکه به صورت «تأخیری» یا معوق نواخته می‌شوند و اغلب توسط نوازنده طبل اجرا می‌گردند.
البته در آهنگسازی هیپ هاپ از ضرب‌آهنگ‌هایی مانند ۲/۴، ۳/۴، ۶/۸ و سایر فرم‌ها نیز استفاده می‌شود.

این روش بیشتر در موسیقی سول، دیسکو و موسیقی فانک، که در آن بیت‌ها و موسیقی آهنگین در طول قطعات تکرار می‌شد ابداع شد. در دهه‌های ۱۹۶۰ و ۱۹۷۰، جیمز براون به صورت رؤسای تشریفات امروز صحبت می‌کرد، آواز می‌خواند و فریاد می‌کشید. این روش موسیقی پایگاه کامل را برای رؤسای تشریفات برای قافیه سرایی فراهم می‌آورد. به همین دلیل موسیقی هیپ هاپ عموماً به رئیس تشریفات می‌پردازد، و اهمیت اشعار و تبحر در ارائه را تشدید می‌کند.
احتمالاً هیپ هاپ سازی مهم‌ترین استثنای این قاعده‌است. در این نوع از هیپ هاپ، دی جی‌ها و سازندگان می‌توانند با ایجاد قطعات‌سازی تجربیات جدیدی به دست آورند. در حالی که ممکن است آنان آوازهای راک را ترکیب کنند، آنان مقید به چارچوب هیپ هاپ سنتی نیستند.

### آلات موسیقی و نحوه ساخت
ساز هیپ هاپ چه از نظر سیستم صوتی و چه از نظر ضبط و چه از نظر آهنگسازان و سازهای مورد استفاده آنان برگرفته از دیسکو، فانک، و ریتم و بلوز است. استفاده دی جی‌های دیسکو و باشگاه از میکس از نیاز به استمرار موسیقی و در نتیجه انتقال آرام در بین قطعات ناشی می‌شد. بنابر مقایسه، هیپ هاپ کول دی جی هرک، جدا کردن و بسط تنها بریک—یک تکنوازی کوبه‌ای میان پرده— از طریق ترکیب دو نسخه از یک قطعه‌است. این امر، به گفته آفریکا بامباتا، «بخش خاص قطعه‌است که همه منتظر آن هستند، آن‌ها آماده‌اند به هیجان بیایند.» (توپ، ۱۹۹۱) جیمز براون، باب جیمز، و پارلیامنت—در میان بسیاری دیگر— مدت‌ها منبع محبوبی برای بریک بودند. می‌توان قطعات ساز را نیز اغلب به صورت شیپور به این قطعات افزود (همان‌جا). بنابراین سازهای هیپ هاپ ترکیبی یا مبتنی بر سیستم صوتی شبیه موسیقی فانک، دیسکو، یا سول است. آوازها، گیتار، کیبورد، باس، طبل و کوبه.
گرچه موسیقی هیپ هاپ اولیه صرفاً مرکب از بیت‌های بریک دی جی و دیگر قطعات قطعه وینیل بود، ظهور طبل برقی به آهنگسازان هیپ هاپ اجازه داد تا حدودی پارتیتورهای اولیه را به دست آورند. مجموعه طبل را می‌توان همراه با موسیقی قطعات وینیل یا به تنهایی نواخت. اهمیت توالی طبل‌های کیفی تبدیل به مهم‌ترین کانون توجه آهنگسازان هیپ هاپ شد چرا که این ریتم‌ها (جمله‌ها) بهترین بخش برای رقص بودند. متعاقباً، طبل‌های برقی برای تولید صدای قوی طبل باس تجهیز شدند. این امر به پیشی جستن تک نوازی طبل بر فانک قدیمی، آلبوم‌های سول و R&B مربوط به اواخر دهه ۱۹۶۰ و اوایل تا اواسط دهه ۱۹۷۰ منجر شد. طبل‌های برقی مجموعه محدودی از صداهای از پیش تعیین شده، از جمله های هت، طبل کوچک، تام، و طبل باس در اختیار داشتند.
آغاز استفاده از ترکیب‌کننده نحوه ساخت موسیقی هیپ هاپ را تغییر داد. یک ترکیب‌کننده می‌تواند کلیپ‌های صوتی کوچک را از هر گونه ابزار ورودی، همچون صفحه گردان بازسازی کند. سازندگان می‌توانستند الگوهای طبل شبیه به هم را ترکیب کنند. مهم‌تر اینکه، آنان می‌توانستند مجموعه‌ای از سازها را با هم ترکیب کنند تا در کنار طبل خود بنوازند. سرانجام موسیقی هیپ هاپ دسته کامل خود را گرد هم آورد.
بسیاری از سازندگان و شنوندگان افتخار می‌کنند که برخی قطعات از سنت‌های هیپ هاپ است و بنابراین منبع خوبی از ترکیب‌ها و وقفه هاست. تا به امروز، تولیدکنندگان از تجهیزات مرموزی برای بازسازی صدای خشن مورد استفاده در قطعات قدیمی استفاده می‌کنند. این امر به قطعات اعتبار بخشیده و خاطره پیشینه هیپ هاپ را در ذهن شنوندگان تداعی می‌کند.

## پیشینه
مهم‌ترین دوره‌های تاریخی هیپ هاپ دوره‌های هیپ هاپ مکتب قدیم دوره (۱۹۷۰ تا ۱۹۸۵) است، که از آغاز دوره هیپ هاپ تا زمان ورود آن به جریان غالب، و دوره هیپ هاپ عصر طلایی (۱۹۸۵ تا ۱۹۹۳) است، که صدای ایست کوست و وست کوست را با هم ادغام کرده و با ظهور رپ گنگستا و جی فانک، که ساخته وست کوست است وارد عصر جدید شد. سال‌های پس از ۱۹۹۳ شامل هیپ هاپ پورنو، بیلینگ و ژانرهای مخفی، که دوران جدید را تعریف می‌کند است.
هیپ هاپ در طول دهه ۱۹۷۰ در بلاک پارتی در شهر نیویورک شکل گرفت، یعنی زمانی که دی جی‌ها شروع به جدا کردن بریک‌های کوبه‌ای برای مقابله با آوازهای فانک، سول، R&B و دیسکو کردند. خاستگاه این نوع از آواز به اوسط دهه ۱۹۵۰ بر می‌گردد یعنی زمانی که هنرمند راک سول/فانک جیمز براون دسته ریچارد کوچولو را نخستین گروهی دانست که موسیقی فانک را در بیت راک قرار داد. این آوازها بر مبنای &(به انگلیسی: ndash)؛ دی جی «بریک بیت» ساخته شده‌است. با افزایش محبوبیت هیپ هاپ، نوازندگان شروع به صحبت کردن در حین نواخته شدن موسیقی کردند، و از آن پس «رئیس تشریفات» یا «امسی» نام گرفتند. در سال ۱۹۷۹، دو آلبوم هیپ هاپ نخستین بار به صورت تجاری پخش شد: «شاه تیم ۳ (جاک شخصیت)» ساختهدسته فتبک، و «شادی رپها» ساخته دسته شوگرهیل؛ شادی رپ‌ها چهلمین آهنگ برتر آمریکا در نمودار آهنگ‌های پاپ برتر شد. دسته راک بلوندی با آهنگ شعف، در سال ۱۹۸۰، در فهرست صد آهنگ برتر جایگاه اول را به خود اختصاص داد.
در دهه ۱۹۸۰، هیپ هاپ تنوع بیشتری یافت و تبدیل به نوع پیچیده تری از موسیقی شد. هم‌زمان، فنون پیچیده تری ایجاد شد، که از آن جمله می‌توان بهاسکرچ، و ضبط الکترونیکی اشاره کرد. در اواخر دهه ۱۹۸۰، با افزایش محبوبیت این ژانر از موسیقی شماری از سبک‌ها و زیر گونه‌های جدید هیپ هاپ پا به عرصه گذاشت. آهنگسازان هیپ هاپ شروع به همکاری با دسته‌های راک کردند و ژانرهای جدیدی همچون هیپ هاپ خودآگاه، جاز رپ و رپ گنگستا را به وجود آوردند.
در دهه ۱۹۹۰، رویارویی طولانی میان رپ‌های گنگستا در وست کوست و ایست کوست آغاز شد. این امر منجر به فنای هر دوی توپاک شکور و نوتوریوس بی.آی. جی، به ترتیب در سال‌های ۱۹۹۶ و ۱۹۹۷ شد. در سال ۱۹۹۶، گروه رپ کلیولند بون تاگز-ان-هارمونی با آهنگ «چهار راه تا» رکورد ۳۲ ساله بیتلیها برای سریعترین رشد را پشت سر گذاشت، و در سال ۲۰۰۰، آلبوم مارشال مترز ال پی ساخته اولین خواننده سفیدپوست رپ امینم بیش از نه میلیون نسخه فروش داشت و جایزه گرمی را به خود اختصاص داد.

## تأثیر موسیقی هیپ هاپ

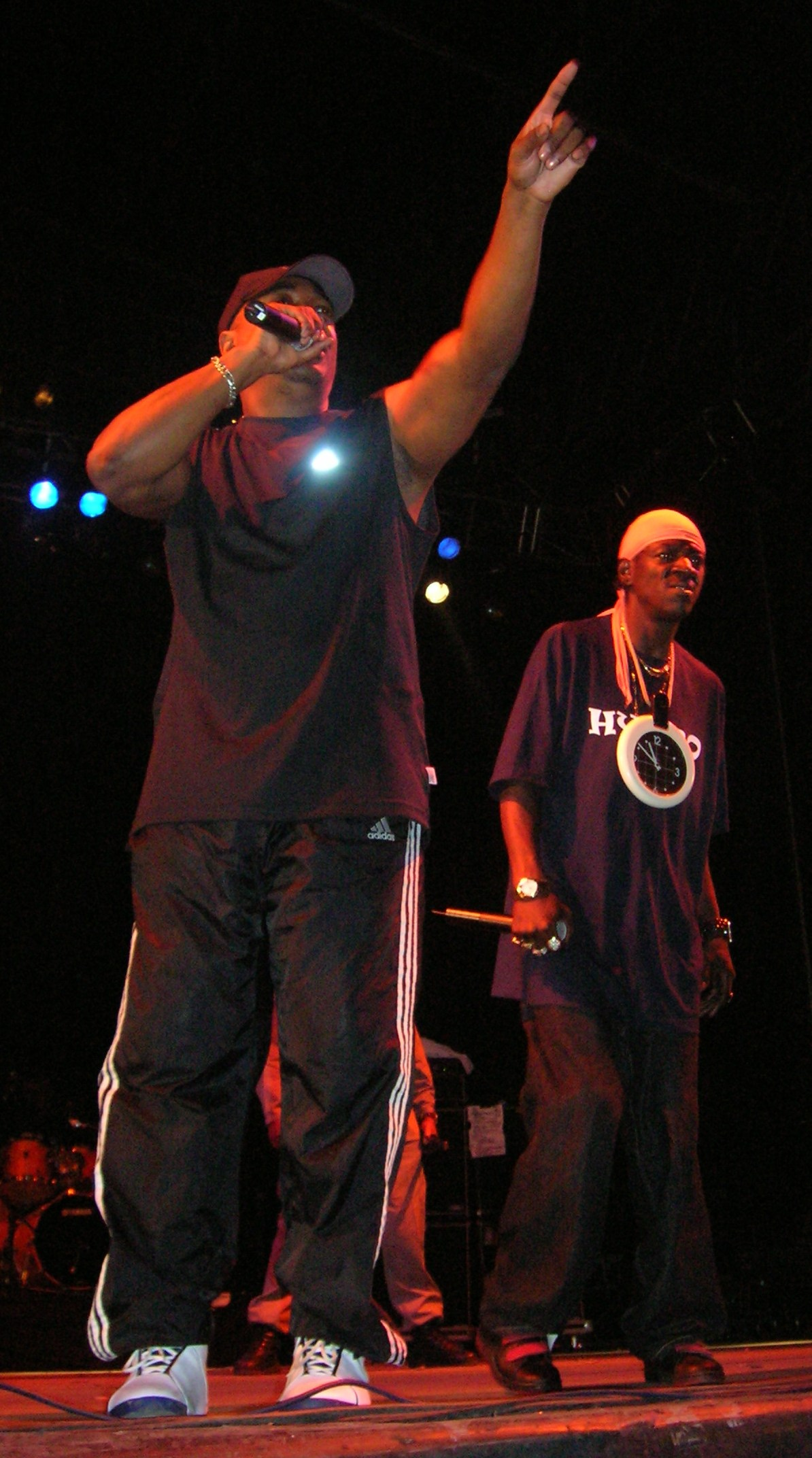
اجرای زنده در میدان گاوبازی

جدای از محبوبیت بسیار هیپ هاپ، این ژانر از موسیقی تأثیر چشمگیری بر اکثر انواع موسیقی مردمی داشت. برخی هنرمندان بیت یا رپ هیپ هاپ را با راک اند رول، هوی متال، پانک راک، مرنگو، سالسا، کومبیا، فانک، جاز، خانگی، تاراب، رگا، هایلایف، ام بالاکس و سول درهم آمیختند. خوانندگان پاپ نوجوانان و دسته پسرها همچون بک استریت بویز، انسینک، کریستینا آگوئیلرا، جسیکا سیمپسون، و بریتنی اسپیرز در بسیاری از تک خوانی‌های خود از بیت‌های هیپ هاپ استفاده می‌کنند.
از اوایل دهه ۱۹۹۰ ارتباطی نزدیک و خاص بین موسیقی هیپ هاپ و موسیقی حزن‌انگیز بوده‌است. در واقع امروزه تقریباً در تمامی موسیقی‌های حزن‌انگیز ثبت شده عناصری از موسیقی هیپ هاپ یافت می‌شود. ترکیب این دو به نام nu soul در اواخر دهه ۱۹۸۰ در گروه‌های New Jack Swing دیده شدند. با این وجود تا بیش از ظهور نوازندگانی مانند ماری جی بلیگ و ماریا کری شکل مدرن آن به‌وجود نیامد. در اواخر دهه ۱۹۹۰ و اوایل ۲۰۰۰، تأثیرات موسیقی هیپ هاپ در خوانندگانی مانند دی انجل، لارین هیل، جیل اسکات و آلیشا کیز مشهودتر شد.
طی دهه ۸۰، گروه‌های مشهوری مانند Run-D.M.C هم از هیپ هاپ و هم از هارد راک در ژانرهای جدیدی استفاده کردند که نمونه آن «Walk This Way» است با اجرای اروسمیث که موفقیتی فوق‌العاده به‌دست آورد. سایر نوازندگانی مانند آیس تی و گروهش Body Coun از هیب هاب، بانک راک و متال استفاده کردند، با این حال اینطور گفته می‌شود که اولین گروهی که متال را با تکنیک‌های آوازی رپ آمیخت گروه Anthraxبوده‌است. برداشت جدید «Bring The Noise» توسط (انترکس و پابلیک انمی نمونه‌ای خوب از اولین آهنگ‌های رپ- متال است. Biohazard Faith No More, Rage Against The Machine از جمله سایر نمونه‌های اولیه این گونه موسیقی‌ها می‌باشند. در اواخر دهه ۱۹۹۰ با ظهور گروه‌های مانند لینکین پارک، لیمپ بیزکت وکورن که نیو متال نام گرفتند، موسیقی رپ- متال محبوب تر شد و در عین حال بیشتر مورد انتقاد طرفداران هر دو ژانر موسیقی قرار گرفت.
در آمریکای لاتین، موسیقی رپ در دهه ۱۹۸۰ به صورت toasting که قسمتی از موسیقی جامائیکایی ragga می‌باشد شناخته شد. به عنوان مثال غزلیات رپ از قبل بخشی ازsoca music بودند. رشد موسیقی هیپ هاپ در این ناحیه باعث ظهور آمیزه‌های آشکاری مانند[reggaeton و timba شد. در آفریقا نیز آوازهای رپ گونه مانند tassou) سنگالی از قبل بخشی از موسیقی‌های محبوب بودند و موسیقی هیپ هاپ به سهولت به سبک‌های مشهوری مانند طرب (آفریقا) و mbalax ادغام شد. در کوبا نیز با گروه‌هایی مانند Anonimo Consejo, Doble Filo, Papa Umbertico و گروه فمینیستی و همجنس‌گرا Krudas هیپ هاپ رشدی قابل توجه یافت.
این ژانر همچنین بر سبک‌های مختلف موسیقی الکترونیک نیز تأثیر داشت. تأثیرات موسیقی هیپ هاپ در ژانرهایی مانند تریپ هاپ، jungle, UK garage, grime و سایر ژانرها کاملاً مشهود است.

### اثرات اجتماعی
موسیقی هیپ هاپ قسمتی از یک نهضت فرهنگی به نام هیپ هاپ است که شامل عناصری مانند رقص برک و هنر دیوارنویسی به همراه فهرست مرتبطی اززبان عامیانه در موسیقی هیپ هاپ، مدهای هیپ هاپ و دیگر عناصر است. محبوبیت موسیقی به محبوبیت فرهنگ هیپ هاپ در ایالات متحده و دیگر کشورها کمک کرد.
اواخر دهه ۱۹۹۰ شاهد افزایش محبوبیت سبک زندگی «bling bling» در موسیقی بود که بر روی نمادهایی همچون ثروت و مقام مثل پول، جواهرات، اتوموبیل و لباس تکیه داشت. با اینکه نماد ثروت از زمان زایش موسیقی هیپ هاپ به‌وجود آمده بود، فرهنگ جدید و قوی تر «bling bling» ریشه در کارهای بسیار موفق اواسط تا اواخر دهه ۹۰(مخصوصاً کارهای ویدئویی) پاف ددی، Bad Boy Records و همچنین کارNo Limit Records توسط مستر پی داشت. با این حال واژه آن در سال ۱۹۹۹ (به انگلیسی: Cash Money Records) در کار تک نفره‌اش «bling bling» خلق شد. از مظاهر سبک زنگی و نگرش «bling bling»، طرفداران Cash Money بودند. با اینکه بسیاری از طرفداران رپ، مخصوصاً گانگسترها، بی هیچ واهمه‌ای فرهنگ bling bling را دنبال می‌کنند، دیگران (بیشتر هنرمندانی خارج از جریان هیپ هاپ) عملاً پیروان بی چون وچرای bling bling را سرزنش کرده و این فرهنگ را ماتریالیستی می‌نامند.
آلبوم همه نگاه‌ها به من محصول سال ۱۹۹۶ بخاطر ژانری که داشت، از آلبوم‌های بسیار تأثیرگذار آن زمان بود و موفق‌ترین کار توپاک شکور محسوب می‌شد.
موفقیت چشمگیر هیپ هاپ --- مخصوصاً سبک رپ گانگستری --- اثرات اجتماعی بسیاری نیز در طرز رفتار جوان مدرن داشته‌است. رفتارهای خودخواهانه‌ای که معمولاً در غزلیات و آثار ویدئویی برخی از هنرمندان هیپ هاپ نمایش داده شده‌است، بارها اثراتی منفی بر برخی از طرفداران ایدئالیست آن‌ها داشته‌است. این در حالی است که به‌طور حتم رفتارهای تعدادی از هنرمندان خاص نمی‌تواند نشان‌دهنده رفتار جامعه هیپ هاپ باشد، و تأثیر محتوای غزلیات هیپ هاپ بر جوانانی که بخشی از فرهنگ هیپ هاپ را تشکیل می‌دهند جای بحث دارد، چنین جوانانی اغلب نقاب شخصیتی یک" گانگسترً را دارند درحالی‌که عضو هیچ گروه تبهکاری نیستند. اغلب چنین نقاب‌های شخصیتی موجب رفتارهای غیر اجتماعی مانند کناره‌گیری از دوستان، بی‌توجهی به تحصیلات، عدم پذیرش قدرت‌ها و انجام جرم‌های کوچک مانند خرابکاری می‌شود. درحالی‌که اغلب شنوندگان می‌توانند نکات داستان‌های مربوط به رفتار اجتماعی را تشخیص دهند، یک گونه فرهنگ فرعی بنام pseudo-gangsta در میان جوانان آمریکای شمالی ایجاد شده‌است.
از آنجا که موسیقی هیپ هاپ تقریباً همیشه بریک مردانگی زیاد تأکید دارد، اغلب تردیدها و گمان‌های در مورد وجود تعداد بسیاری موزیسین‌های هیپ هاپ همجنس‌گرا وجود دارد که از ترس از دست دادن کارشان خود را مخفی نگه داشته‌اند. چنین شایعاتی در مورد برخی هنرمندان هیپ هاپ از قبیل کوئین لطیفه، دا برات و برخی دیگر گفته می‌شود. در سال ۲۰۰۱، فستیوال سالانه به نام PeaceOUT World Homo Hop Festival در اوکلند در کالیفرنیا برگزار شد که برای اولین بار در این فستیوال تمامی نوازندگان همجنسگرا، دو جنسی و رپ‌هایی که تغییر جنسیت داده بودند حضور داشتند و از آن تاریخ این فستیوال هر ساله برگزار شده ست. در سال ۲۰۰۳به همجنس‌گرا و هنرمند رپ و هیپ‌ها، کاشن عنوان Baby Phat داده شد، با این وجود آثار او هرگز به معرض نمایش گذاشته نشدند. در سال ۲۰۰۵، Pick Up the Mic عرضه شد که در آن به نوازندگان LGBT هیپ هاپ پرداخته شده بود.
هیپ هاپ زبان عامیانه خود را دارد که شامل کلماتی مانند yo, flow و phat می‌باشد. به دلیل موفقیت تجاری قابل توجه هیپ هاپ در اواخر دهه نود و اوایل قرن ۲۱، بسیاری از این گونه کلمات در لهجه‌های مختلفی در سرتاسر آمریکا و جهان بکار رفتند و حتی کسانی که از طرفداران هیپ هاپ نبودند از کلماتی مانندdis بارها استفاده می‌کردند. کلماتی مانند homie نیز وجود دارند که به پیش از زمان هیپ هاپ برمی‌کردند اما اغلب به هیپ هاپ نسبت داده می‌شدند و دلیل آن هم ارتباط نزدیک بین آثار هیپ هاپ و لهجه بسیاری از نوازندگان است، انگلیسی محاوره‌ای آفریقایی آمریکایی. برخی مواقع اصطلاحاتی مانند «خیلی باحالی» با یک ترانه جا افتاده (در اینجا، در ترانه «دستانت را جایی نگه دار که من ببینم» با باستا رایمز و تنها به همین صورت کوتاه شده بکار می‌روند. زبان عامیانه‌ای مانند اسنوپ داگ و E-۴۰ که قانونمند هستند و در آن‌ها با اضافه کردن «-izz» به وسط کلمه‌ها "shit" به "shizznit" تبدیل می‌شود اهمیتی خاص دارند (بعضی مواقع نیز "n" اضافه می‌گردد). این روش‌ها که از زبان بی مفهوم فرنکی اسمیت در ترانه سال ۱۹۸۰ او به نام «DoubleDutch Bu» آغاز شده‌است، حتی در میان کسانی که طرفدار هیپ هاپ نیستند نیز رواج یافته، درحالی‌که این افراد احتمالاً از منشأ آن بی‌اطلاع هستند.

### سانسور
احتمالاً هیپ هاپ به دلیل به‌کارگیری الفاظ نامناسب در مقایسه با سایر موسیقی‌های سال‌های اخیر بیش ازهمه با مشکل سانسور مواجه بوده‌است. بسیاری از اشعار این سبک تجسم‌کننده جنگ و کودتاهایی هستند که در نهایت به سرنگونی نظام می‌انجامند. برای مثال شعر «(به انگلیسی: Gotta Give the Peeps What They Need)» محصول گروه Public Enemy بدون کسب اجازه از سازندگان آن مورد ویرایش قرار گرفت که طی آن کلماتی همچون «آزاد مومیا ابو جمال». استفاده گسترده از فحش و ناسزا در بسیاری از اشعار باعث شده‌است که بر سر پخش آن‌ها به صورت آثار ویدئویی در کانال‌های تلویزیونی مثل MTV یا در رادیو جنجال‌های بسیار برانگیخته شود. در نتیجه بسیاری از آثار هیپ هاپ به صورت سانسور شده پخش می‌شوند که طی این سانسورها کلمات مستهجن حذف شده (درحالی‌که موسیقی متن حذف نمی‌شود) یا حتی کلمات و اشعاری کاملاً متفاوت جایگزین آن‌ها می‌شود. نتیجه، که معمولاً باعث می‌شود باقی اشعار نامفهوم شوند یا با ضبط اصلی کار متناقض باشند، همراه با دیگر جنبه‌های موسیقی کاملاً مورد توجه قرار گرفته‌اند و در فیلم‌هایی همچون آستین پاورز: در عضو طلایی مورد مضحکه قرار گرفته‌اند، که در آن شخصیتی که در فضای مضحکه آمیزی از هیپ هاپ در حال بازی است، شعری را می‌خواند که کاملاً سانسور می‌شود.
در سال ۱۹۹۵ راجر ابرت می‌نویسد:

«رپ در محافل سفید پوستان از وجهه بدی برخوردار است. بسیاری بر این باورند که موسیقی رپ در بر گیرنده الفاظ مستهجن، خشن، ضد سفیدپوست و توهین‌آمیز نسبت به زنان است. در حقیقت برخی از این الفاظ همین گونه‌اند. اما بیشتر آن‌ها این‌گونه نیستند. این در حالیست که بسیاری از سفید پوستان اهمیتی نمی‌دهند. آن‌ها صدای سیاه پوستان را ناخشنود و نا هماهنگ می‌دانند. با این حال رپ اکنون همان نقشی را بازی می‌کند که باب دیلن در سال ۱۹۶۰ بازی می‌کرد. رپ آرزوها و خشم‌های یک نسل را بیان می‌کند و قسمت اعظم آن در غالب نوشته‌های رسا موجود است.»

## دنیای هیپ هاپ
با اینکه موسیقی هیپ هاپ برای اولین بار در ایالات متحده خلق شد، اکنون به اکثر نقاط جهان راه پیدا کرده‌است. موسیقی هیپ هاپ تا قبل از دهه ۱۹۸۰ تنها در ایالات متحده رواج داشت. در طول آن دهه بود که این موسیقی راهش را به قاره‌های دیگر جهان باز کرد و تبدیل به موسیقی متن بسیاری از کشورها شد. رواج این موسیقی با رواج فرهنگ هیپ هاپ همگام بود - همان‌طور که رقص برک محبوبیت کسب می‌کرد، گروه‌های طرفدار رپ و هیپ هاپ هم بیشتر و بیشتر شدند.

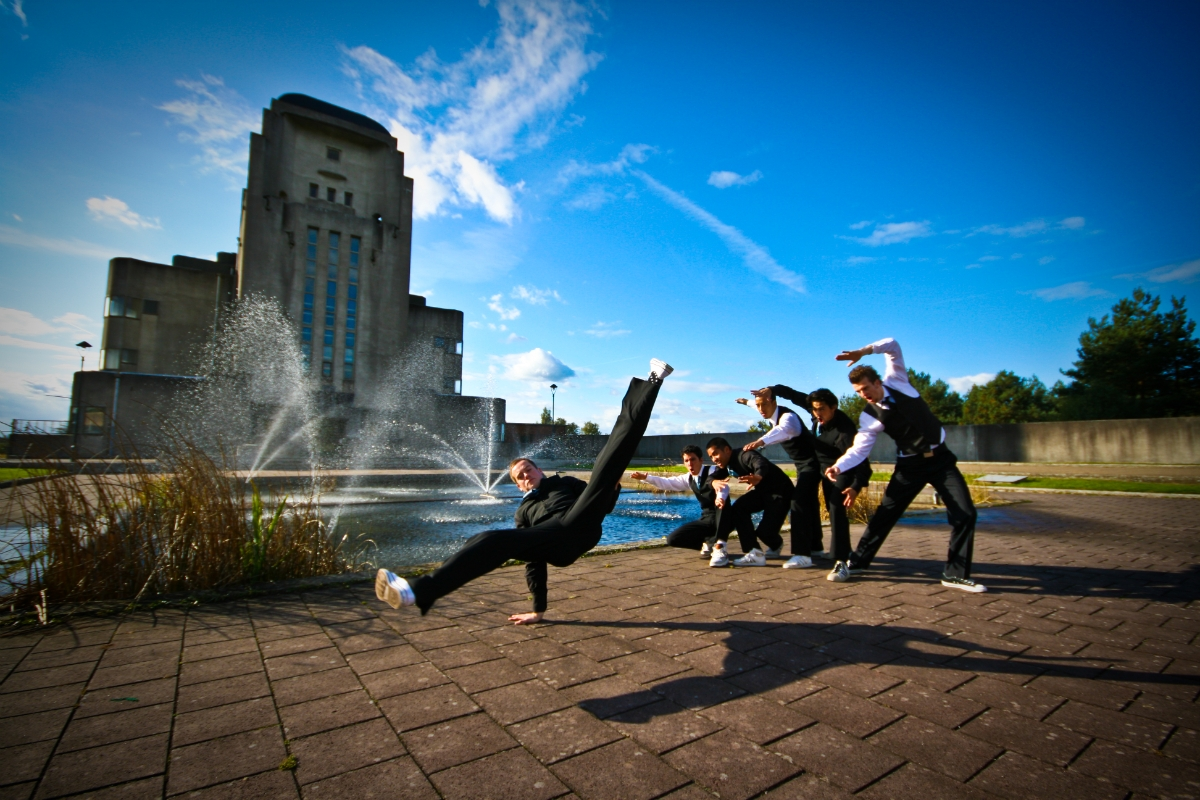
چند جوان در حال انجام رقص هیپ‌هاپ

### آسیا
در میان کشورهای آسیایی و جزایر اقیانوس آرام، فیلیپین اولین کشوری بود که موسیقی هیپ هاپ به آن راه پیدا کرد. نکته زمان زایش موسیقی هیپ هاپ فیلیپینو یا همان پینوی رپ به اوایل دهه ۱۹۸۰ و آهنگ‌سازی دایورد ژاویر («Na Onseng Delight») و وینسنت نگ ("Nunal") بازمی‌گردد. این ژانر طی دهه ۱۹۸۰ با سرعت کمی رشد کرد اما به زودی با ورود اولین آلبوم ماگالونا با نام «تو!» که شامل کار بسیار موفق «هموطنان من» بود به جریان غالب آن زمان تبدیل شد. ماگالونا که رپ را به انگلیسی و تاگالوگ اجرا می‌کرد، به پیشگام این ژانر و در نتیجه چهره برتر تبدیل شد. ستارگان غالب رپ آسیا، MCلارا و لیدی دایان و پیشتاز همه آن‌ها مایکل وی در فیلیپین و ژاپن شهرت بسیاری یافتند. در ژاپن خوانندگان رپ که به صورت مخفیانه کار می‌کردند، شنوندگان محدودی داشتند و در اواسط دهه ۱۹۹۰ گروه معروف teen idol روش جدیدی با نام J-rap را ابداع کردند که در صدر جداول قرار گرفت.
در سئول، سن هیپ هاپ کره‌ای به نوعی از یک پدیده فرهنگی تبدیل شده بود. برخی از هواداران اظهار می‌کنند که هنرمندان هیپ هاپ کره‌ای دارای مهارت‌هایی هستند که با مهارت‌های همتایان آمریکایی خود برابری می‌کند. جو پی دی، ببر مست، سای و حماسه برجسته جزء اجراکنندگان شهیر آن هستند. برخی بر این باورند که موسیقی هیپ هاپ کره به عنوان آنتی تز قابل احترام و آگاه از جامعه در برابر ژانر پاپ که اغلب مصنوعی و گیج‌کننده‌است و بر صنعت موسیقی کره حاکم است، ایستاده‌است.
موسیقی هیپ هاپ در اواسط دهه نود قرن بیستم در کره جنوبی محبوبیت یافت. اجراکنندگان اصلی و مشهور هیپ هاپ کره اغلب شبیه موسیقی آر اند بی یا موسیقی پاپ هستند که در آن هنرمندان سبک‌های آواز (و رقص) حرکات رپ را از ایالات متحده تقلید می‌کنند. اجراکنندگان اولیه که به ندرت آهنگ‌هایشان را خودشان می‌نوشتند، شامل کیم گان مو سئو تایجی، و بویز، دئوکسو دی جی داک هستند. برخلاف دیگر آهنگ‌های هیپ هاپ کره‌ای که در آن زبان کره‌ای با زبان انگلیسی شکسته بسته‌ای آمیخته می‌شود، در این نوع موسیقی در ابتدا منحصراً زبان کره‌ای مورد استفاده قرار می‌گرفت. سئو تایجی که دارای پیشینه موسیقی هوی متال سؤال برانگیزی بود، گیتارهای هوی متال را اغلب در میکس‌های خود به کار می‌برد و سایر هنرمندان نیز برخی قسمت‌های تکنو را در آثار خود تلفیق می‌کردند.
تعداد کمی از هنرمندان، از جمله سئو تایجی و ام سی اسنیپر نیز قسمت‌هایی از موسیقی سنتی کره مانند پانسوری یا نانگک (موسیقی کشاورزان) را با آثار خود آمیختند. کاملاً واضح بود که اولین حرکات تقلیدی از حرکات محبوب آمریکایی بود. به عنوان مثال، سبک آوازی یا تولیدی «به خانه برگرد» سئو تایجی شبیه سبک سیپرس هیل بود. اولین آلبوم «رپ» که تمامی مشخصات موسیقی رپ را داشت، آلبوم اول کیم جین پیو در سال ۱۹۹۷ بود. بر اساس رپر تابلو حماسه برجسته، فرم هیپ هاپ کره‌ای، دست کم تاکنون تحت تسلط قرار گرفته‌است— واقعاً نمی‌توان ضربها، ریتمها، اجراها، ظاهر —آن را از صحنه‌های آمریکایی تمیز داد، اما در مورد ارتباط اجتماعی باید گفت این موسیقی در این زمینه راه زیادی برای پیمودن دارد. پیغام به کندی در حال رسیدن به حد میانه‌است.»
بسیاری از هنرمندان رپ در جریان اصلی موسیقی کره موفق بوده‌اند. هنرمندان موفق شامل اجراکنندگانی از قبیل جینوسین، ۱TYM، ام سی اسنیپر، جو پی دی و حماسه برجسته می‌شود. دیگر هنرمندان زیر زمینی که شهرت چندانی نداشتند و عمدتاً به استفاده از ضرب‌های غیر خیره‌کننده تمرکز می‌کردند، شامل کویت پالو آلتو ،TBNY و غیره می‌باشد.
در اواسط دهه نود قرن بیست هیپ هاپ کره‌ای-آمریکایی در ایالات متحده رواج یافت که این امر عمدتاً به تلاشهای دو خواننده رپ کره‌ای؛ ببر جی کی و دی جی درخشش ببر مست مربوط می‌شود. ببر مست بعد از آهنگ «کره سیاه» توسط آیس کیوب خلق شد که از موسیقی به عنوان ابزاری برای تبادل فرهنگ و به چشم تلاشی برای ترویج هماهنگی نژادی استفاده می‌برد.
به دنبال موفقیت ببر مست، بسیاری از گروه‌های جدید و شرکت‌های تولیداتی با هدف هرچه بیشتر مردمی‌کردن سبک موسیقی پدیدار شدند. ببر جی کی و ببر مست جنبش کرو را تشکیل دادند تا بتوانند گروه نخبه‌های بهترین خواننده‌های رپ کره را معرفی کنند.
گفته می‌شود که هیپ هاپ ژاپنی (نیپ هاپ یا جی-هیپ هاپ) در سال ۱۹۸۳؛ یعنی زمانی که فیلم سبک وحشی چارلی آهیرنز در توکیو به نمایش درآمد، آغاز شد. این فیلم بر هنرمندان دیوارنوشته‌ها متمرکز بود، اما با این حال در آن برخی از ام سی‌های اولیه مدرسه قدیمی، از زنبور پرکار و مشکل دوگانه، دی جی‌هایی مانند گراند مستر فلاش و موفقیت‌هایی نظیر راک استدی کرو به نمایش درآمده بود.
پس از نمایش این فیلم نوازندگان خیابانی در پارک یویوگی به رقص بریک پرداختند. در فاصله بسیار کمی، کریزی ای به عنوان یک بی- بوی مطرح شد و او خود سرانجام راک استدی کرو ژاپن را تأسیس کرد و این در حالی است که دی جی برخورد که از صحنه پارک یویوگی برخاسته بود، تبدیل به یک دی جی شناخته شده جهانی شود. دی جی‌های بیشتری متعاقب آن مطرح شدند و شروع ظهور دی جی‌ها ۱۹۸۵ بود. یک سال بعد، باشگاهی برای تمامی هیپ هاپ‌ها در شیبویا افتتاح شد. در آن زمان شکی وجود داشت در این خصوص که زبان ژاپنی با توجه به نداشتن هجاهای تکیه بر و نیز به سبب آنکه پایان افعال آن بسیار متفاوت بود، برای ژانر رپ مناسب نباشد. با وجود این تعدادی از هنرمندان رپ، از جمله ایتو سیکو، چیکادو هارو، تینی پانکس و تاکاگی کان ظهور کردند.
در دهه نود، موسیقی جی رپ نوجوانان ظهور کرد و هیپ هاپ به جریان اصلی موسیقی ژاپن راه پیدا کرد. اولین کار موفق «Kon'ya wa Boogie Back» شا دارا پار بود. در سال بعد از آن، «دا.یو.نی.» و «مایکاً توسط ایست اند ایکس عرضه شدند. سرانجام هیپ هاپ در ژاپن به دو شکل تقسیم شد: هیپ هاپ ژاپنی نرمال و» سکسی «و یک شکل» ضعیف تری «که بیشتر تحت تأثیر موسیقی آر اند بی‌قرار داشت و نام آن جی-اربن بود. گروهی که اغلب از آن به عنوان مبدع موسیقی جی-اربن یاد می‌شود، گروه‌ام-فلو (ای کی ای» مدیریت فو) بود. آن‌ها که در ابتدا از یک دی جی تنهای ژاپنی (دی جی تاکو) و یک ام سی (کلامی) کره‌ای- ژاپنی تشکیل شده بودند، یک خواننده دیگری به نام لیزا که نژاد پرویی- ژاپنی داشت، را به جمع خود اضافه کردند. آلبوم اول آنها، درخشش سیاره، در سال ۲۰۰۰ پخش شد و از آن زمان تاکنون برنامه‌های جی-اربن زیادی از جمله کریستال کی، ای وان، هارتس دیلز و نیز کارهای مشترکی با ستاره‌های پاپ ازقبیل نامی آمور، و بوآ پخش شدند. سایر برنامه‌های محبوب جی-اربن، مانند آر آی پی اسلای مینیز با ام-فلو کار شده‌است.
برای هنرمندان هیپ هاپ آسیایی دشوار است که بتوانند وارد جریان اصلی ایالات متحده آمریکا بشوند، اما در سال ۲۰۰۲ یک هنرمند رپ چینی- آمریکایی به نام جین آئو- یونگ (که اغلب او را جین یا ام سی می‌شناسند) حادثه هیجان انگیزی را رقم زد. او در هفت هفته متوالی جایزه فری استایل فرایدی را در بت ۱۰۶ و پارک که برنامه‌ای مختص هیپ هاپ بود، از آن خود کرد و از مسابقات کناره‌گیری کرد. جین اعلام کرد که پس از پیروزی در نبرد در آخرین هفته با نشان راف رایدرز امضا می‌کرده‌است. توجه‌ها به او بیشتر شد و این یک موفقیت بزرگ برای هنرمندان آسیایی-آمریکایی محسوب می‌شد. دو سال پس از آن، او آلبومی را به نام ئیرجین/راف رایدر تحت عنوان «مابقی رفتنی است» عرضه کرد. جین اولین آسیایی-آمریکایی بود که می‌توانست یک آلبوم تک نوازی را در جریان اصلی به اجرا بگذارد، هر چند که آلبوم چندان موفقیتی در برنداشت. بسیاری از هواداران هیپ هاپ کمبود تبلیغات و به تعویق افتادن آلبوم به مدت هفت ماه را از جمله دلایل اصلی ناکامی آلبوم مزبور می‌دانند. درهای ورود آسیایی-آمریکایی‌ها به جریان اصلی اندکی باز بود، اما این اتفاق هنوز به‌طور کامل رخ نداده بود.

### خاورمیانه
هیپ هاپ اسرائیل در پایان دهه به تدریج شهرت و محبوبیت یافت، ستاره‌های زیادی از دو طرف فلسطینی‌ها تامر نافر و زیرزمینی‌ها یهودی پدیدار شدند؛ اگر چه برخی از آنها، از قبیل موک ای. به تبلیغ صلح و مدارا می‌پرداختند، دیگران احساسات خشونت گرایانه و ملی‌گرا را سر می‌دادند.

## ایران (رپ فارسی)
در ایران، هیپ‌هاپ در در دههٔ ۹۰ میلادی متولد شد؛ به‌طوری‌که جوانان ایرانی ابتدا تنها با رقص هیپ‌هاپ آشنا شدند و سپس با موسیقی و رشته‌های ورزشی هنری مرتبط دیگر مانند اسکیت‌بورد. همچنین با مرور زمان نقاشی گرافیتی نیز در ایران ظهور کرد، اما پر رونق‌ترین بخش از این خرده‌فرهنگ در ایران شامل موسیقی می‌باشد. این سبک پس از ترور توپاک شکور در ۱۹۹۶ و رسانه‌ای شدن نکات مثبت و معضلات این سبک، به صورت گسترده‌تری به نسل جدید جوانان ایران معرفی شد.
همچنین در اوایل دهه ۷۰ شمسی، گروه سندی با آهنگ مشهور «پری» به این نوع موسیقی را به گونه‌ای مؤثرتر در دسترس طرفداران ایرانی قرارداد. متعاقباً، در اواخر دهه ۱۳۷۰ خورشیدی موسیقی با این حال و هوا در یک برنامهٔ تلویزیونی به نام «اکسیژن» در ایران پخش شد. این قطعه توسط شهاب حسینی مجری برنامه خوانده شد و تاحدودی مورد توجه قرار گرفت. تقریباً دو سال بعد از این رخداد، اولین آلبوم رسمی رپ فارسی در ایران توسط شاهکار بینش‌پژوه با نام اسکناس منتشر شد. این آلبوم که در سبک رپ طنز بود و اولین آلبوم رپ فارسی بود که در ایران با مجوز رسمی وزارت فرهنگ و ارشاد اسلامی منتشر شد، چندان مورد استقبال واقع نشد.
اواخر دههٔ هفتاد خورشیدی رپ فارسی شکل جدی تری به خود گرفت، سروش لشکری با نام مستعار هیچ‌کس در داخل ایران (که بیشترین تأثیر را بر این سبک موسیقی داشته‌است و باعث ماندگاری و تداوم این سبک تا به امروز شده‌است چرا که تا قبل از آن کسی به‌صورت رسمی به عنوان خوانندهٔ رپ فارسی مطرح نبود به همین دلیل هیچ‌کس را پدر رپ فارس نیز می‌نامند)، بهنام مهرخوان با نام مستعار دیو سپید در آمریکا اولین خوانندگان و گروه زد بازی از اولین گروه‌های از این دست باشند که به رپ فارسی پرداختند. البته رپ کن‌های دیگری مثل رضا ناصری(رضا پیشرو)-حسین رحمتی(حصین)- مهراد مستوفی (هیدن) و سامان ویلسون _امیرمقصودلو(امیر تتلو)-یاسر بختیاری (یاس)- علی جمشیدی (ساتراپ)- رضا ناصری(پیشرو)- عرفان حاج رسولی ها(عرفان پایدار)_ (وحید موور)_(بهرام نورایی) و … جزو اولین رپ کن‌های ایران هستند.
گسترش رپ فارسی به‌طور زیرزمینی و از طریق اینترنت، به ویژه با توجه به این که قسمت عمده‌ای از آثار زیرزمینی سرشار از فحش و ناسزا بود، باعث شد که دفتر موسیقی وزارت ارشاد در مورد اعطای مجوز به آثار این سبک سخت‌گیرانه عمل کند. مدتی پس از این که قطعه‌ای در سبک «رپ-پاپ» فارسی در عنوان‌بندی مجموعهٔ تلویزیونی «خانه به دوش» از یکی از شبکه‌های تلویزیونی ایران پخش شد، دفتر موسیقی وزارت ارشاد در نامه‌ای به سازمان صدا و سیما از پخش ترانه‌ای با این سبک از رسانه‌ای مانند تلویزیون گلایه کرد.

## انتشار در اروپا
هیپ هاپ برای اولین بار در سال ۱۹۷۹ در فرانسه ظاهر شد و هم‌زمان با آن، این زیر سبک در ایالات متحده نیز به موفقیت‌هایی دست یافت. تا سال ۱۹۸۲، حتی ایستگاه‌های رادیویی هیپ هاپ نیز پا به عرصه وجود گذاشتند که از آن جمله می‌توان به رپر دپر اسنپر اشاره کرد. همچنین دی جی دی نستی، که بعدها تبدیل به ستاره‌ای در این زمینه شد، اولین حضور خود را تجربه کرد. همان سال یک کنسرت بزرگ هیپ هاپ برگزار شد؛ رپ تور نیویورک، که توسط اروپا ۱ حمایت می‌شد و در آن آفریقا بامباتا، گراند میکسر دی اس تی، فب ۵ فریدی، آقای فریز و راک استدی کرو دیده می‌شدند.
هیپ هاپ تا سال ۱۹۸۳ به یکی از بخش‌های برجسته صحنه موسیقی فرانسه تبدیل شده بود. دی نستی «پانام سیتی رپین»، که در سال ۱۰۸۴ عرضه شده بود، اولین هیپ هاپ ثبتی فرانسه محسوب می‌شد. فرانسه شماری از ستاره‌های بومی، از قبیل (گروه) آی ای ام| آی ای ام و سوپریم ان تی ام را پرورش داد. البته مشهورترین هنرمند رپ فرانسوی یحتمل ام سی سولار سنگالی تباراست.
هیپ هاپ در اروپا هم درحوزه مردم قبائل قرار می‌گرفت و هم درحوزه مهاجران.
برای نمونه، در آلمان می‌توان به گروه «چهار شگفت‌انگیز» Die Fantastischen Vier یا سیدو اشاره کرد.
هیپ هاپ سوئد در اواسط دهه هشتاد قرن ۲۰ ظهور کرد و تا اوایل دهه نود شمار زیادی از «برنامه‌های نژادی سوئدی» از قبیل لوپ تروپ، «برنامه‌های مهاجران» مانند لاتین کینگز و برنامه‌های میکس شده همچون اینفینیت مس، هنگام ضبط به منظور استفاده در بازار داخلی، از انگلیسی به نوع رپ در «رینکبی سوئدی» که زبان آمیخته انواع مختلفی از زان‌ها است، تبدیل شد.
مشهورترین هنرمند رپ درایرلنددی جی کولی است و در کنار وی Craz-e، بی- واندر و گروه‌هایی همچون انسان در برابر ماشین قرار دارد. ایرلند همچنین مجله هیپ هاپ خاص خود به نام «رپ ایرلند» را دارد که توسط دی جی احمد اجرا می‌شود.
مشهورترین هنرمندان رپ هلندآزدراپ پوزه که تمامی کارمندان آن اهل آمستردام هستند، پستمن، از کیپ ورد و سورینام است.
ایتالیا نیز هنرمندان رپ خاص خود، از جمله جووانوتی و آرتیکولو۳۱ را یافت و ملت آن به شهرت و سرشناسی دست یافتند؛ در حالی که صحنه لهستان با روی کار آمدن پی ام کول لی در ابتدای دهه شاهد هنرمندان بود.
در رومانی، بی.یو.جی. مافیا از پنتلیمون بخارست ظهور کرد و نشان آنها؛ یعنی گنگستا رپ، مشابهت‌های زندگی در بلوک‌های آپارتمانی رومانی دوران کمونیستی را با پروژه‌های مسکن‌سازی در محله‌های آمریکایی نشان می‌دهد. گروه نشان خاص خود را برای تولید به نام کاسا دارد و به امضا و پخش آلبوم‌های هنرمندان به نام رپ از جمله؛ «مهست»، «گراسو اکس اکس ال»، «ام اند جی» و «ویلی» می‌پردازد. گروه پارازیتی تبدیل به یکی از محبوب ترین‌ها در رومانی تبدیل شده‌است و اشعاری دارد که تم‌های اجتماعی، سیاسی و ضد- سانسوری (آن‌ها حتی ممکن است دارای ۲۰ سم ام ثبتی نشان هیپ هاپ باشند، امضا کردن گروه رپ «آنونیم» و «اسپایک» - در ۲۰۰۶ چلو، مهم‌ترین تولیدکننده پارازیتی آلبومی تحت عنوان «فابریکانت دو گانوی» عرضه کرد- سازنده ترش، که حضور میهمانی کیلارمی را نشان می‌دهد، گروه وو-تانگ کیلا بیز).
همچنین، R.A.C.L.A. (که در اصل رپرهای سفید به‌طور قانونی به هشدار فکر می‌کنند)، اولین گروه رپ بود که یک آلبوم هیپ هاپ رومانیایی عرضه کرد و در آن به موضوعات «اجتماعی» پرداخت. آن گروه هنوز هم وجو دارد و در سال ۲۰۰۵ پانزدهمین آلبوم خود را به نام «مهارت» به عموم عرضه کرد. در سال ۲۰۰۵، گروه رپ انفجار دیگری، زیل، آلبوم اول خود «چی وربال» (با تنها: دپیندی دو نوی «) را منتشر می‌سازد که با واکنش مثبت مردم مواجه می‌شود. از آن زمان تاکنون، گروه نشان تولید خود، به نام اسناد چیل برادرز، را داشته‌است و با هنرمند مشهور» راگا- رپ «پاچا من (که به خاطر همکاری موفقیت آمیزش با هنرمندان» رگای آفریقایی «از قبیل مووید و باپی براون و هنرمند هیپ هاپ بریتانیایی» بلک بیشاپ «از» ماب استارز «و» سی-رایم فامیلی کروز «) و شمار دیگری از هنرمندان همچون سابسمناتو (عضو گروه رپ صریح)، مایک پاو (یک هنرمند بسیار برجسته و مستعد موسیقی آر اند بی) و دیگر تولیدکنندگان مشهور قرارداد امضا کرده‌است. آن‌ها دومین آلبوم خود را به نام» چیل برادرز" در پاییز ۲۰۰۶ منتشر کردند.
صربیا به لطف وجود گروه رپ سندیکای بلگراد یکی از مشهورترین کشورها در زمینه رپ در اروپا محسوب می‌شود. آن‌ها در وهله اول نماینده منطقه دورکول خود (گورنجی، دونجی دورکول، سیپکا، (uCAzaKInje)، ماج) و بلگراد، به عنوان یکی از بزرگ‌ترین شهرهای اروپایی هستند. گروه :۹ تا ۹۹ عضو «دارد، اما تنها تعداد اندکی از آن‌ها در صحنه حضور پیدا می‌کنند (فدجا، اسکابو، اوگی، دارکو، دیجولو، دیجولو…). آخرین آلبوم آنهاًSVI ZAJEDNO»، یکی از پرفروش‌ترین آلبوم‌های سال ۲۰۰۵ بوده‌است. پوزدراو زا سیندیکیلس!!! دیگر رپرها مانند ام سی جرتیک (جرا) و دی جولی (آن‌ها گروه فول تریپ هستند) و گرواجس نیگروتین (بد کپی) مارچلو، (گروه رپ) وی آی پی و دیگر گروه‌ها نیز مؤثر هستند.
بوسنی خواننده‌های رپ مشهوری همچون ادو ماجکا، فرنکی، اونیور زالنی وجنیکی و… دارد.
ادو ماجکا یکی از مشهورترین خوانندگان رپ بالکان است. او در مورد جنگ بوسنی و نیز وضعیت کنونی بوسنی آهنگ‌های فراوانی دارد. او مثل خیلی‌های دیگر اصالت بوسنیایی و کرواتی دارد. فرنکی یک خواننده رپ میهن‌پرست است. او عاشق بوسنی بوده و یکی از اعضای دوستداران بوسنی و هرزگوین می‌باشد. در اواخر دهه نود، با به عرصه آمدن ترم ۱۱ و بولسنا براکا و سایر خوانندگان رپ که بر مسائل اجتماعی تمرکز کرده بودند، موسیقی رپ به محبوبیت فراوانی رسید. در بلغارستان نیز در اواخر دهه نود، گروه "کله لاستیکی‌هاً (گومنی گلاوی) شکل گرفت که اعضای آن را میشو شامارا، دربن جی، کونسا و چند تن دیگر تشکیل می‌داد. کشور همسایه یعنی یونان نیز در اوایل دهه نود به کاروان هیپ‌هاپ پیوسته بود. در آن روزها، گروه‌هایی همچون پیش می‌رویم جریان رایج را تحت سلطه خود داشتند (که با نشان هیپ‌هاپ افسانه‌ای دف جم شناخته می‌شدند) و در همین حال تسالونین پیشتاز سیفو ورسز در میان اسامی زیرزمینی برتر قرار داشت (جالب توجه اینکه، او یکی از معدود هنرمندان هیپ‌هاپ یونان بود که گستره کارش فراتر از مرزهای یونان رفته بود).
از سال ۲۰۰۰ خوانندگان رپی همچون دیزی رذل، زنجیر زرنما، گرنی مک و همی در بریتانیا پا به عرصه گذاشتند. از دیگر خوانندگان مشهور رپ در بریتانیا می‌توان به مالیات مخ و جست اشاره کرد.

## آمریکای لاتین
در پورتوریکو، ویکو سی به عنوان اولین خواننده رپ اسپانیایی زبان پا به عرصه گذاشت و کارهای ضبط شده او سرآغاز همان چیزی بود که بعدها با نام رگائتون شناخته شد. در سال ۱۹۸۹ وقتی ویکو سی با آلبوم فوق موفق خود یعنی «آخرین قسمت» وارد جدول خواننده‌های محبوب شد و شهرتی جهانی به‌دست آورد، رپ در پورتوریکو به اوج محبوبیت خود رسید.
در طی متنوع شدن جریان رپ در دهه نود، سانتی وای سوس دوندس و لیسا ام مشترکاً آلبومی (به نام «سوی چیکیتو») منتشر کردند که به تولد مرن‌رپ که تلفیقی از هیپ‌هاپ و مرن‌گو بود، منجر شد.
در مکزیک، محبوبیت هیپ‌هاپ با موفقیت کالو در اوایل دهه نود آغاز شد. بعدها در طی همین دهه با حضور گروه‌های رپ لاتینی همچون تپه سرو در جدول گروه‌های موسیقی آمریکا، گروه‌های رپ‌راک مکزیکی همچون کنترل ماچته در سرزمین مادری خود به اوج رسیدند.
و بدین‌ترتیب با موفقیت گروه‌هایی همچون تپه سرو، فرهنگ هیپ‌هاپ و رپ در آمریکای جنوبی محبوبیت یافت. گروه‌هایی همچون تیرودیگارسیای شیلیایی که زمانی محبوبیتشان نه تنها در شیلی بلکه در پرو، کلمبیا، مکزیک و پورتوریکو کشیده شده بود، کم‌کم از دور خارج شدند.
برگزاری یک کنسرت سالانه هیپ‌هاپ در آلمار هاوانا در سال ۱۹۹۵، به محبوب شدن هیپ‌هاپ کوبایی منجر شد. به دلیل حمایت رسمی دولت از موسیقی‌دانها، محبوبیت هیپ‌هاپ اندک اندک در کوبا افزایش یافت.
در ۲۰ سال اخیر، هیپ‌هاپ در برزیل محبوبیت روزافزونی پیدا کرده و در آنجا به "هیپی‌هاپی لقب گرفته‌است. پسرها و دخترها، دی‌جی‌ها، رپی‌ها و نویسندگان مطالب رودیواری، به‌طور سنتی در قالب آنچه که به به‌طور سنتی به آن دسته می‌گویند خود را ساماندهی کرده‌اند. این گروه‌ها همچنین خدمات اجتماعی انجام می‌دهند و در تلاشند تا با جذب جوانان محله‌های خود، آن‌ها را به انجام فعالیت‌های هنری و بیداری اجتماعی ترغیب کنند.

## آفریقا

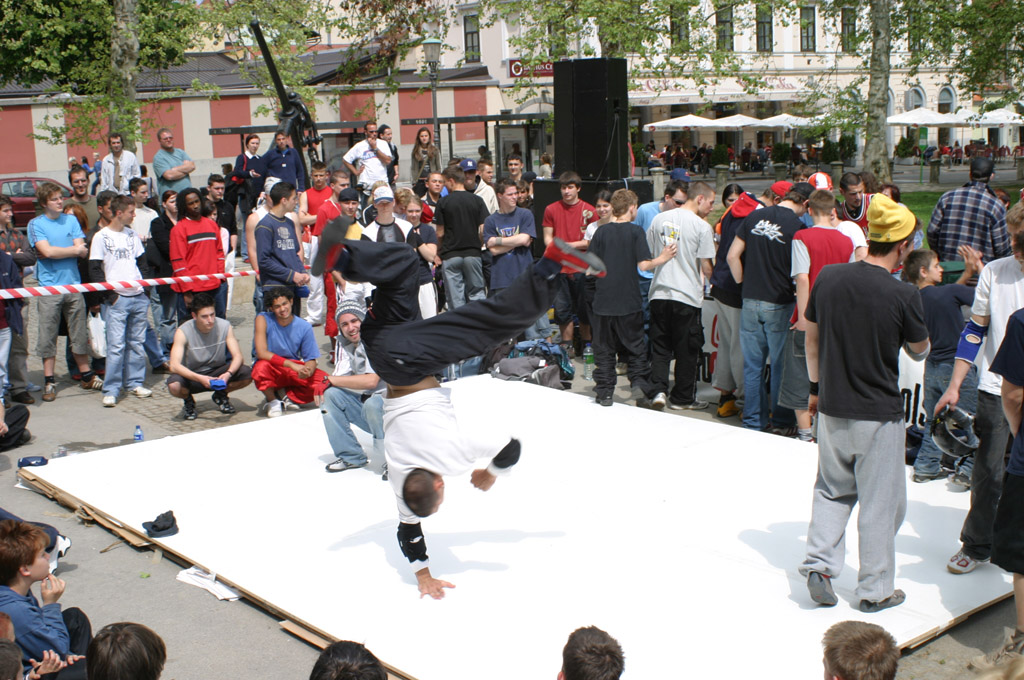
هیپهاپ دنس

در اوایل دهه نود، رقص بریک اولین جنبه از فرهنگ هیپ‌هاپ بود که به آفریقای جنوبی راه یافت، جاییکه در آن دسته صدای سیاه پیش از روی آوردن به رپ در دهه نود فرهنگ هیپ‌هاپ را براه انداخته بود. رپی‌های صدای سیاه که کار خود را از ۱۹۸۹ آغاز کرده بودند دولتآپارتایدوقت را به جایی کشاندند که کا آن‌ها را ممنوع کرد و این ممنوعیت تا سال ۱۹۹۳ ادامه یافت. پس از آن آفریقای جنوبی در کلوا که تلفیقی از دیار بود سبک متمایز خود را خلق کرد.
در نقطه دیگری از آفریقا، موسیقی تلفیقی ام‌بالاکس سنگالی‌ها محبوبیت روزافزونی به‌دست می‌آورد و در همین حال در تانزانیا، گروه‌های بونگو فلاوا همانند اکس پلاتساز، هیپ‌هاپ را با تاراب، فیلمی و سایر سبک تلفیق می‌کردند بدون اینکه کانگولز ماکوما را فراموش کنند.

## کانادا
در اواخر دهه ۸۰، مرز شمالی آمریکا یعنی کانادا به یمن وجود ماسترو فرش وس هنرمند رپی، شاهد رشد محبوبیت هیپ‌هاپ شد. آلبوم بی‌همتای او به نام «بگذار ستون فقراتت غلط بخورد» به مدت بیش از یک سال در صدر آهنگ‌های پرفروش بود. در اوایل دهه نود، هنرمندان بیشتری همچون مکی می و اراذل خود را در عرصه موسیقی شهری رو به رشد کانادا که پیشینه آن را باید در تورنتو و ونکوور جستجو کرد، نشان دادند. اخیراً، خوانندگان رپی همچون چوکلر، سقراطی‌ها، مهتر کلیسا، اتحادیه شکلات‌فروشان، هاف«مک سان»راین، جی‌جاق‌های سیاه، سنگ جواهر و کی-اوس نام‌هایی هستند که از عرصه موسیقی شهری کانادا به خانه‌های مردم راه یافته‌اند، هرچند که این سبک‌ها نتوانسته‌اند در جریان متداول رایج در مرز جنوبی یعنی آمریکا، به جایگاه قابل توجهی برسند.

## استرالیا
درحالی‌که هیپ‌هاپ استرالیایی در اصل از نوع آمریکایی آن بسیار فاصله گرفته، از اوایل دهه نود یک سبک محلی متمایز در این کشور شکل گرفته‌است. حمایت ایستگاه‌های رادیویی [به‌ویژه ایستگاه پرنفوذ رادیو جوان تریپل جی) و تعیین جایزه شهری در جشنواره سالانه جوایز آریا، برخی از رویدادهایی هستند که به خلق چهارمین آلبوم گروه گانگسترهای بالای تپه با نام جاده سخت منجر شد که در سال ۲۰۰۶ در صدر جدول رسمی آلبوم‌های موسیقی استرالیایی قرار گرفت. این اولین باری است که هیپ‌هاپ استرالیا در عرصه موسیقی مستقل، با چنین اقبالی مواجه می‌شود. گانگسترهای بالای تپه در سطح ملی یکی از موفق‌ترین‌ها به‌شمار می‌آیند و کارهای آن‌ها توسط آبیس رکوردز که بزرگ‌ترین شرکت هیپ‌هاپ مستقل در استرالیا بوده و متعلق بهپگز هنرمند است، توزیع می‌شود. از دیگر هنرمندان سرشناس هیپ‌هاپ در استرالیا می‌توان به گله، دست و پا چلفتی‌ها و تی زد یو اشاره کرد.
اگرچه هیپ‌هاپ استرالیایی در اصل از هیپ‌هاپ آمریکایی ریشه گرفته اما این دو سبک تا حد زیادی از هم فاصله گرفته‌اند. هیپ‌هاپ استرالیا اغلب خیلی رک است و به دلیل آنکه بر ترانه‌هایی با مضامین تند سیاسی تمرکز یافته و از موضوعات سطحی پرهیز می‌کند، از اینکه در نقطه مقابل هیپ‌هاپ آمریکایی قرار گرفته به خود می‌بالد. یکی از آهنگ‌های دست و پا چلفتی‌ها (هیپ‌هاپ ساحل غربی آمریکایی) به غرور غربی، آشکارا کنایه می‌زند، «من بچه طرف دیگر شهرم، اینو تو مخت فرو کن (سمت غربی!) چه فرقی می‌کنه؟ رپ گانگستری نیست! اگه فکر می‌کنی جون سخت‌تری ممکنه دل‌درد بگیری، ممنون می‌شم اگه گورتو گم کنی- ذکاوت‌های حرفه‌ای کوفتی، شبی یکی بالا بنداز». ماهیت سازمان‌یافته هیپ‌هاپ استرالیایی و فکری که در پشت ترانه‌نویسی‌های آن نهفته‌است در نهایت آن را در نقطه مقابل همتای آمریکایی‌اش قرار می‌دهد.

## زلاند نو
بسیاری از ستاره‌های بزرگ هیپ‌هاپ زلاند نومائوری یا جزیره‌نشینان اقیانوس آرام هستند. هنرمندان شاخص هیپ‌هاپ این کشور از دهه ۹۰ عبارت‌اند ازوحشی، چه فو، نسیان میستیک و کاتب که آلبوم‌ها یا آهنگ‌های همگی آن‌ها در سال ۲۰۰۴ در صدر جدول قرار داشت و برنامه‌های آنان نیز که توسط بزرگ‌ترین تهیه‌کنندگان این عرصه ساخته شده، جز مشهورترین‌هاست؛ و رپ وحشی در این کشور متولد شد

## رسانه‌ها
چند مجله بزرگ آمریکایی کار خود را به هیپ‌هاپ اختصاص داده‌اند که از جمله آن‌ها می‌توان به «سورس Source»، «دابل اکس ال XXL» و «وایب Vibe» اشاره کرد. در گذشته، BET برای مدت‌ها تنها تلویزیونی بود که برنامه‌های هیپ‌هاپ را پخش می‌کرد، اما در سال‌های اخیر کانال‌های جاز همچون وی اچ ۱ و ام تی وی بیش از هر ژانر دیگری به پخش برنامه‌های هیپ‌هاپ پرداخته‌اند. بسیاری از شهرها به‌طور مستقل خبرنامه‌های هیپ‌هاپ دارند و این در حالیست که در تعدادی از کشورها مجله‌های هیپ‌هاپ در سطح تیراژ ملی منتشر می‌شوند. قرن بیست‌ویکم با ظهور رسانه‌های آنلاین همراه شده‌است و امروزه سایت‌های طرفدار هیپ‌هاپ هر روزه خبرهای دنیای هیپ‌هاپ را به‌طور جامع پوشش می‌دهند.

## پی‌نوشت
1. ↑  هالادی، ران (۲۰۰۶). «انقلاب بزرگ رپ--هیپ هاپ در جامعه سفید پوستان.» دس مونز، آیووا: انتشارات مونارک.
2. ↑  ایوان سرپیک (July ۹, ۲۰۰۶). «MTV: Play It Again بایگانی‌شده  در ۲۴ نوامبر ۲۰۰۶ توسط Wayback Machine». «سرگرمی‌های هفتگی». برگرفته شده از سایت:http://www.ew.com/ew/article/commentary/0,6115,386104_3%7C16756%7C%7C0_0_,00.html بایگانی‌شده  در ۲۴ نوامبر ۲۰۰۶ توسط Wayback Machine on July ۹, ۲۰۰۶.
3. ↑  Ebert, Roger (Aug. ۱۱, ۱۹۹۵) بازنگری «ذهن‌های خطرناک». Chicago Sun-Times. بر گرفته شده از سایت:http://rogerebert.suntimes.com/apps/pbcs.dll/article?AID=/19950811/REVIEWS/508110301/1023در بایگانی‌شده  در ۱۸ نوامبر ۲۰۱۱ توسط Wayback Machine تاریخ July ۹, ۲۰۰۶..
4. 1 2  غضنفری، نوید؛ بابازاده، بهمن. «بدنام». همشهری جوان، ۱۱ آبان ۱۳۸۷، شماره ۱۸۷ ص ۴۵.
5. ↑  1